# Corbières, Aude

Corbières este o comună în departamentul Aude din sudul Franței. În 1 ianuarie 2022 avea o populație de 36 de locuitori.